# Palakurthi
Palakurthi (ook wel gespeld als Palakurthy) is een census town in het district Jangaon van de Indiase staat Telangana. 

## Demografie
Volgens de Indiase volkstelling van 2001 wonen er 6964 mensen in Palakurthi, waarvan 52% mannelijk en 48% vrouwelijk is. De plaats heeft een alfabetiseringsgraad van 56%. 